# Бермуди на Светском првенству у атлетици на отвореном 2011.
Бермуди су учествовали на 13. Светском првенству у атлетици на отвореном 2011. одржаном у Тегу од 27—4. септембра. Репрезентацију Бермуда представљао је један атлетичар који се такмичио у једној дисциплини. , 

На овом првенству Бермуди нису освојили ниједну медаљу.

## Учесници
Мушкарци:
- Тајрон Смит — Скок удаљ

## Резултати

### Мушкарци
| Атлетичар   | Дисциплина | Лични рекорд | Квалификације | Квалификације | Полуфинале           | Полуфинале           | Финале               | Финале       | Детаљи |
| Атлетичар   | Дисциплина | Лични рекорд | Резултат      | Место         | Резултат             | Место                | Резултат             | Место        | Детаљи |
| ----------- | ---------- | ------------ | ------------- | ------------- | -------------------- | -------------------- | -------------------- | ------------ | ------ |
| Тајрон Смит | скок удаљ  | 8,22 НР      | 7,91          | 9. у гр. Б    | Није се квалификовао | Није се квалификовао | Није се квалификовао | 19 / 32 (36) |        |